# چوی سونگ-کوک
چوی سونگ-کوک (انگلیسی: Choi Sung-kuk؛ زادهٔ ۸ فوریهٔ ۱۹۸۳) بازیکن فوتبال اهل کره جنوبی بود.
از باشگاه‌هایی که در آن بازی کرده است می‌توان به باشگاه فوتبال رابوتنیچکی، باشگاه فوتبال سوون سامسونگ، باشگاه فوتبال سئونگنام، باشگاه فوتبال کاشیوا ریسول، و باشگاه فوتبال اولسان اچ‌دی اشاره کرد.
وی همچنین در تیم‌های ملی فوتبال زیر ۱۷ سال کره جنوبی، زیر ۲۰ سال کره جنوبی، زیر ۲۳ سال کره جنوبی، و کره جنوبی بازی کرده است.
وی در مسابقات کشوری و بین‌المللی در مجموع برندهٔ ۱ مدال طلا، ۲ مدال برنز شده است.